# Birleşik Kıbrıs Partisi
Die Birleşik Kıbrıs Partisi (dt. Vereinigte Zypern Partei) ist eine politische Partei in der Türkischen Republik Nordzypern. 

## Geschichte
Die Partei entstand 2003, als sich eine Gruppe um den Politiker Özker Özgür von der Yeni Kıbrıs Partisi abspaltete. Ursprünglich stammte diese Gruppe aus der Republikanischen Türkischen Partei, deren Vorsitzender Özgür zwischen 1976 und 1996 war.  Bei der Parlamentswahl am 27. Juli 2013 erzielte sie 3,15 % der Stimmen und konnte damit keinen der 50 Sitze des nordzyprischen Parlaments gewinnen.